# Телевизионные поля

Пример телевизионных полей, полученных при преобразовании полных кинокадров в телевизионные поля

Телевизио́нные поля́ (полука́дры, англ. fields) — части целого кадра при передаче телевизионного изображения способом чересстрочной развёртки. Применяется в телевидении стандартной чёткости для повышения частоты мерцания экрана выше физиологического порога заметности при сохранении полосы пропускания канала передачи телевизионного сигнала.
Порогом заметности мерцаний считается частота в 48-50 Герц, поэтому при кадровой частоте в 25 кадров в секунду изображение заметно мерцает, а передача 50 полных кадров требует вдвое большей полосы пропускания при передаче. Поэтому при разработке телевизионных систем применена чересстрочная развёртка.
Каждый кадр изображения формируется за два последовательных прохода луча кинескопа — вначале рисуются нечётные строки (1, 3, 5 … 625), затем — чётные (2, 4, 6 … 624). Каждый такой проход занимает 1/50 секунды при европейском стандарте разложения 625/50 и 1/60 секунды для американского 525/60. Разная частота полей была принята из-за привязки к частоте переменного тока, составляющей 50 Гц в Европе и 60 Гц — в Америке. Синхронизация с частотой сети позволяла снизить заметность помех от переменного тока в условиях несовершенства техники. Такие помехи следуют с частотой, равной разности частоты сети и частоты полей.
При быстром движении объектов в кадре каждый следующий полукадр содержит информацию об изменении положения объекта за прошедшую 1/50 часть секунды. Отсюда возникает сдвиг изображения (так называемая гребёнка) при просмотре такого материала на экране компьютерного монитора — он работает в прогрессивной (построчной) развёртке.
Иногда такой материал именуется интерлейсным (i). Построчная развёртка именуется прогрессивной (p).
Отсюда формируется и обозначение 50i (50 полукадров), 25p (25 полных кадров — прогрессивная развёртка), 60i (60 полукадров) и т. д.